# Pokémon Battle Revolution
Pokémon Battle Revolution is het eerste Pokémonspel voor de Nintendo Wii.
De game werd voor het eerst aangekondigd door Nintendo's president Satoru Iwata op een Nintendo-evenement in Japan op 7 juni 2006.
Het spel is compatibel met Pokémon Diamond en Pearl, Pokémon Platinum, Pokémon HeartGold en SoulSilver, alle 4 voor de Nintendo DS. Het spel is uitgebracht na Diamond en Pearl in het 4e kwartaal van 2007. Het maakt gebruik van de WiiConnect24 dienst. Pokémon Battle Revolution is niet alleen de eerste Pokémongame op de Wii maar in maart 2007 werd aangekondigd dat dit spel ook de tweede game zou zijn voor de Wii die gebruik zou maken van de online functionaliteiten van de Wii.
Het belangrijkste verschil met andere versies op consoles is dat de Pokémon hun vijanden in deze versie echt aanvallen. In vorige versies zag je een Pokémon een aanval doen en in een volgend beeld werd die Pokémon dan geraakt door die aanval. Als een Pokémon dus een fysieke aanval deed dan raakte die niet de tegenstander aan. Nu zullen de Pokémon elkaar wel aanraken. Ook zijn er in deze versie vernietigbare achtergronden.
Het spel heeft geen verhaalmodus, maar het bestaat uit 11 Colosseums waarin je aan evenementen en gevechten mee kan doen.
Pokemon Battle Revolution wordt ook weleens een remake van Pokemon Stadium genoemd maar dan zonder de oneindige opties en minigames uit Stadium.